# Chloroclystis obsoleta
Chloroclystis obsoleta là một loài bướm đêm trong họ Geometridae.